# Australothele nambucca
Australothele nambucca är en spindelart som beskrevs av Raven 1984. Australothele nambucca ingår i släktet Australothele och familjen Dipluridae.
Artens utbredningsområde är New South Wales. Inga underarter finns listade.